# Никанор (Юхим'юк)
Архієпископ Никанор (в миру Микола Іванович Юхим'юк; 28 серпня 1935, село Пашева (нині Демидівський район, Рівненська область) — 4 квітня 1997, Кам'янець-Подільський, Хмельницька область) — єпископ Української, Російської православної церкви та Православної Церкви Чеських земель і Словаччини. Мав титул архієпископа Кам'янець-Подільського і Городоцького.

## Біографія
Народився 28 серпня 1935 року в селі Пашева на території Речі Посполитої (нині Демидівський район Рівненської області) в сім'ї селянина.
З 1952 року після закінчення середньої школи працював у Луцьку на заводі.
У 1954—1957 роки служив в Радянській Армії.
У 1957 році вступив у Волинську духовну семінарію, яку закінчив в 1961 році.

## Священнослужитель
У 1963 році після закінчення першого курсу Московської духовної академії єпископом Волинським і Рівненським Мефодієм (Мензаком) висвячений у сан диякона та перейшов на заочне відділення.
19 липня 1965 єпископом Чернівецьким і Буковинським Мефодієм висвячений на пресвітера до Іоанно-Зластоустовскому храму в селі Мигово Вижницького району Чернівецької області .
2 лютого 1967 року в Свято-Троїцької Лаври пострижений в чернецтво з ім'ям Никанор в честь апостола Никанора від сімдесяти .
У тому ж році призначений настоятелем Свято-Миколаївського храму в селищі Путила Чернівецької області, в 1968 році — настоятелем Вознесенського храму в селі Лужани Кіцманського району Чернівецької області.
У 1969 році закінчив Московську духовну академію. За твір по кафедрі літургіки «Історія освячення світу і чини миропомазання на Русі» удостоєний ступеня кандидата богослов'я.
У 1969 році єпископом Чернівецьким і Буковинським Феодосієм (Процюком) призначений настоятелем Свято-Миколаївського кафедрального собору в Чернівцях.
У 1970 році удостоєний сану ігумена. У 1975 році нагороджений палицею, в 1979 році — хрестом з прикрасами.

## Єпископ Подольський
16 листопада 1979 року постановою Священного Синоду Російської православної церкви ігумену Никанору визначено бути єпископом Подільським, вікарієм Московської єпархії.
25 листопада 1979 возведений у сан архімандрита.
29 листопада 1979 року в Троїце-Сергієвій Лаврі відбулося його наречення в єпископа Подільського.
30 листопада 1979 року в Трапезному храмі Лаври хіротонізований на єпископа Подільського. Хіротонію здійснювали патріарх Московський Пимен (РПЦ), митрополит Празький Дорофей (Филип) (ПЦЧЗС), митрополит Одеський і Херсонський Сергій (Петров) (РПЦ), єпископ Чернівецький і Буковинський Варлаам (Іллющенко) (РПЦ) і єпископ Солнєчногорський Іліан (Востряков) (РПЦ).

## Служіння в Чехословаччині
Після хіротонії направлений на прохання Блаженнішого митрополита Дорофея в юрисдикцію Православної Церкви Чеських земель і Словаччини .
З 1980 по 1982 рік — канонічний єпископ Михалівський.
З 1982 року — канонічний єпископ Оломоуцький і Брненський.
Оломоуцька кафедра на той момент була вакантна понад двадцять років, так як влада перешкоджала призначенням канонічного архієрея. Як зазначає його наступник на Оломоцькій кафедрі Христофор (Пулец): «Він відновив цю єпархію. Він зумів домогтися того, що з єпархіального будинку жителі були розселені в інші будівлі, і створив гарні умови для архієрейського служіння. Коли я приїхав на кафедру, то була навіть квартира. А раніше квартири не було, і владика Никанор перший час жив у готелі. Він дуже постраждав за Православ'я. У той час в Оломоуці перебував великий контингент радянських військ, серед яких було багато віруючих. Але були й такі, що не були хрещені. І він почав хрестити солдатів і офіцерів. Цим зацікавилося КДБ, і його змусили піти».
З 1987 року — на спокої.

## Служіння в Україні
6 липня 1989 року Священний Синод РПЦ визначив: єпископа Никанора (Юхим'юка), який перебував з 16 листопада 1979 року в юрисдикції канонічної Православної Чеської Церкви і отримав 29 листопада 1987 року від канонічного митрополита Празького і всієї Чехословаччини Дорофея відпускну грамоту, прийняти в юрисдикцію Російської православної церкви і призначити єпископом Сумським і Охтирським РПЦ.
З 22 червня 1993 року — архієпископ Кам'янець-Подільський і Городоцький РПЦ.
Помер 4 квітня 1997 року у місті Кам'янець-Подільський Хмельницької області. Похований на батьківщині в селі Пашева Демидівського району Рівненської області.